# Callizona ochracea
Callizona ochracea är en fjärilsart som beskrevs av Felix Bryk 1953. Callizona ochracea ingår i släktet Callizona och familjen praktfjärilar. Inga underarter finns listade i Catalogue of Life.